# Kamila Shamsie
Kamila Shamsie (Karachi, 13 de agosto de 1973) é uma escritora e romancista britânico-paquistanesa  conhecida por seu romance premiado Lar em chamas.

## Biografia
Shamsie nasceu em uma família próspera de intelectuais no Paquistão. Sua mãe é a jornalista e editora Muneeza Shamsie, sua tia-avó era a escritora Attia Hosain. Ademais, é neta da autora de memórias Jahanara Habibullah. Ela foi criada em Karachi, onde frequentou a Karachi Grammar School. É bacharel em Escrita Criativa pelo Hamilton College, e possui um MFA do Programa de MFA para Poetas e Escritores da Universidade de Massachusetts Amherst, onde foi influenciada pelo poeta da Caxemira Agha Shahid Ali.

### Carreira
Shamsie escreveu seu primeiro romance, In The City by the Sea, enquanto ainda estava na faculdade, tendo sido publicado em 1998 quando tinha 25 anos. Foi pré-selecionado para o Prêmio John Llewellyn Rhys no Reino Unido e Shamsie recebeu o Prêmio do Primeiro Ministro de Literatura do Paquistão em 1999. Seu segundo romance, Salt and Saffron, seguiu-se em 2000, após o que ela foi selecionada como uma das 21 escritoras de Orange do século 21. Seu terceiro romance, Kartography (2002), recebeu elogios da crítica e foi selecionado para o prêmio John Llewellyn Rhys no Reino Unido.
Tanto Kartography quanto seu romance seguinte, Broken Verses (2005), ganharam o Prêmio Patras Bokhari da Academia de Letras do Paquistão. Seu quinto romance, Burnt Shadows (2009), foi selecionado para o Orange Prize for Fiction e ganhou um Anisfield-Wolf Book Award por ficção. A God in Every Stone (2014) foi selecionado para o Prêmio Walter Scott de 2015 e o Prêmio de ficção para mulheres de Baileys. Seu sétimo romance, Home Fire, foi indicado para o Booker Prize de 2017 e, em 2018, ganhou o Prêmio das Mulheres de Ficção.
Em 2009, Kamila Shamsie doou o conto "The Desert Torso" ao projeto Ox-Tales da Oxfam - quatro coleções de histórias do Reino Unido escritas por 38 autores. Sua história foi publicada na coleção Air. Participou do Festival de Literatura de Jaipur 2011, onde falou sobre seu estilo de escrita. Participou do projeto Sixty-Six Books do Bush Theatre de 2011, com uma peça baseada em um livro da Bíblia King James. É membro da Royal Society of Literature.

## Reconhecimento
Em dezembro de 2013, foi eleita uma das 100 mulheres mais influentes do mundo pela BBC.